# فرنسيس كار
فرنسيس كار (بالإنجليزية: Francis Carr)‏ (26 يوليو 1980 بمونروفيا في ليبيريا - ) هو لاعب كرة قدم ليبيري في مركز الوسط. شارك مع منتخب ليبيريا لكرة القدم. أما مع النوادي، فقد لعب مع أن بي أي أنشورز ‏ وPSPS Pekanbaru ‏ وPersiter Ternate ‏.

## وصلات خارجية
- فرنسيس كار على موقع الاتحاد الدولي (مؤرشف)  (الإنجليزية)
- فرنسيس كار على موقع قاعدة بيانات كرة القدم.إي يو (الإنجليزية)
- فرنسيس كار على موقع ناشيونال فوتبول تيمز (الإنجليزية)